# Кейрси, Дэвид
Дэвид Уэст Кейрси (Кирси; англ. David West Keirsey; 31 августа 1921, Оклахома — 30 июля 2013) — клинический психолог, профессор Университета Штата Калифорния.

## Разработка темпераментов Кейрси
В начале 1980-х годов познакомился с типологией Майерс — Бриггс и определил себя как INTP. Это стало толчком к его собственным исследованиям, в результате которых он совместно с Мэрилин Бейтс написал книгу «Пожалуйста, пойми меня» (англ. «Please Understand Me»). С одной стороны, именно эта книга сделала широко популярными идеи Изабель Майерс, с другой, он упростил и модифицировал типологию Майерс — Бриггс, что в дальнейшем привело к его постепенной изоляции от Ассоциации психологических типов (хотя большинство его сторонников занимают компромиссную позицию).
Кейрси, как он сам писал, не понял принципов деления типов по установках на род деятельности (NT, NF, ST, SF), особенно же не понял различие между двумя последними группами. Вместо них он описал две другие группы: SP и SJ, и приравнял четыре группы (NT, NF, SP, SJ), что вышли, до классических темпераментов Гиппократа—Галена. В дальнейшем Кейрси стал считать данные «темпераменты» ядром своей теории, главным ее содержанием. Кейрси создал собственный краткий определитель типов из 72 вопросов (Keirsey Temperament Sorter — Определитель темперамента Кейрси). Поскольку данный определитель нередко давал отличные результаты от теста Майерс — Бриггс, Кейрси заявил о том, что его теория и теория Майерс — Бриггс — разные теории (другие сторонники теории Майерс — Бриггс с ним не согласны; более того, как показало исследование Т. Карскадона и Н. Мак-Карли, в ключевых чертах описания типов от Кейрси и Майерс совпадают). Данный спор зашел в тупик, поскольку обе стороны считают, что типом является то, что определяется тестом, и каких-либо более объективных критериев просто не видят.
Одно из характерных отличий теста Кейрси от теста Майерс — Бриггс заключается в том, что Кейрси отождествляет «кто я есть» и «что мне нравится в других людях». Кроме того, Кейрси отказался от использования юнговских функций (в отличие от других сторонников теории Майерс — Бриггс).
Кейрси попытался сопоставить типологию Майерс — Бриггс с другими известными типологиями. В частности, он предположил, что шизотипы и циклотипы по Кречмеру — это интуиты и сенсорики, соответственно.

## Книги
- Дэвид Кейрси Пожалуйста, пойми меня — II. Темперамент. Характер. Интеллект. — «Черная Белка», 2011. ISBN 978-5-91827-018-9